# Sabahudin Bilalović
Sabahudin "Dino" Bilalović (Trebinje, Bosna i Hercegovina, 7. svibnja 1960. – Makarska, 29. srpnja 2003.) je bivši bosanskohercegovački profesionalni košarkaš. 
Godine 1979., kao igrač Bosne, u svojoj ranoj karijeri, osvojio je europski Kup prvaka. S košarkaškom reprezentacijom Bosne i Hercegovine nastupio je na Europskom košarkaškom prvenstvu u Njemačkoj 1993., a bio je i najbolji strijelac na turniru s prosjekom od 25 koševa po utakmici. Većinu svoje karijere je igrao za KK Bosna ASA, KK Vojvodina, Hapoel Naharya Israel, DYC Lugo Španjolska, KK Zagreb. Umro je na ljetovanju u Makarskoj, 29. srpnja 2003. od bolesti srca.